# Phare de Granite Island
Le phare de Granite Island (en anglais : Granite Island Light), est un phare du lac Supérieur situé sur Granite Island,une petite île à environ 19 km de Marquette dans le comté de Marquette, Michigan. 
Ce phare est inscrit au Registre national des lieux historiques depuis le 4 août 1983 sous le no 83000884.

## Historique
Parce qu'il était positionné près des voies de navigation très fréquentées du milieu du 19e siècle, un phare a été construit sur l'île de granit en 1868 par l'United States Lighthouse Board et mis en service en 1869. La tour et la maison des gardiens sont construites en granit. Un bâtiment de signal de brouillard, érigé en 1910, remplace celui de 1879. Les gardiens de phare ont exploité le phare de Granite Island jusqu'en 1937, lorsque l'installation a été automatisée et les locaux d'habitation ont été abandonnés. Les aides à la navigation étaient constituées d'une lentille de Fresnel de 4e ordre et d'un clocher antibrouillard.

### Propriété privée
La navigation moderne a éloigné les voies de navigation de l'île et du phare, plus loin dans le lac Supérieur. Il a été mis en vente privée. La vente a en fait contribué à précipiter une réaction ultérieure du Congrès américain, qui a adopté une préférence pour la vente de ces installations à des communautés et à des organisations caritatives en vertu du National Historic Lighthouse Preservation Act (en) de 2000, parrainé par le sénateur du Michigan Carl Levin et adopté en 2000. Granite Island et le phare ont été achetés par Scott et Martine Holman en 1999 à la Garde côtière américaine. Les installations ont subi un processus de restauration de trois ans.
L'infrastructure de l'île abrite une station relais Internet exploitée par la Northern Michigan University pour fournir des cours en temps réel en direct à la zone rurale de Big Bay et à son système scolaire. Les propriétaires ont fait don d'une station de recherche météorologique sophistiquée pour étudier les effets d'évaporation sur la montée et la chute des niveaux d'eau dans les Grands Lacs. Cette station est exploitée par la Northern Michigan University et les données sont mises à la disposition du National Weather Service pour faciliter les prévisions côtières.
Le logement du phare est mis à la disposition du département d'anglais du NMU pour des retraites d'écriture créative.
Le transport vers et depuis l'île est assuré par deux zodiacs qui peuvent naviguer dans l'eau souvent agitée à 12 milles au sud du port inférieur de Marquette. L'énergie sur l'île est télécommandée toute l'année et se compose de panneaux solaires, d'éoliennes avec des générateurs de propane de secours.
Bien que l'île soit une propriété privée, une aide automatisée à la navigation sur une tour en acier gris est maintenue par la Garde côtière américaine.

## Description
Le phare actuel est une tour metallique grise à claire-voie de 15 m de haut. Il émet, à une hauteur focale de 29 m, un éclat blanc par période de 6 secondes. Sa portée est de 10 milles nautiques (environ 19 km).
Identifiant : ARLHS : USA-333 ; USCG :  7-14700 .

### Lien connexe
- Liste des phares au Michigan